# ワンデュ・ポダン県
座標: 北緯27度30分 東経90度10分 / 北緯27.500度 東経90.167度

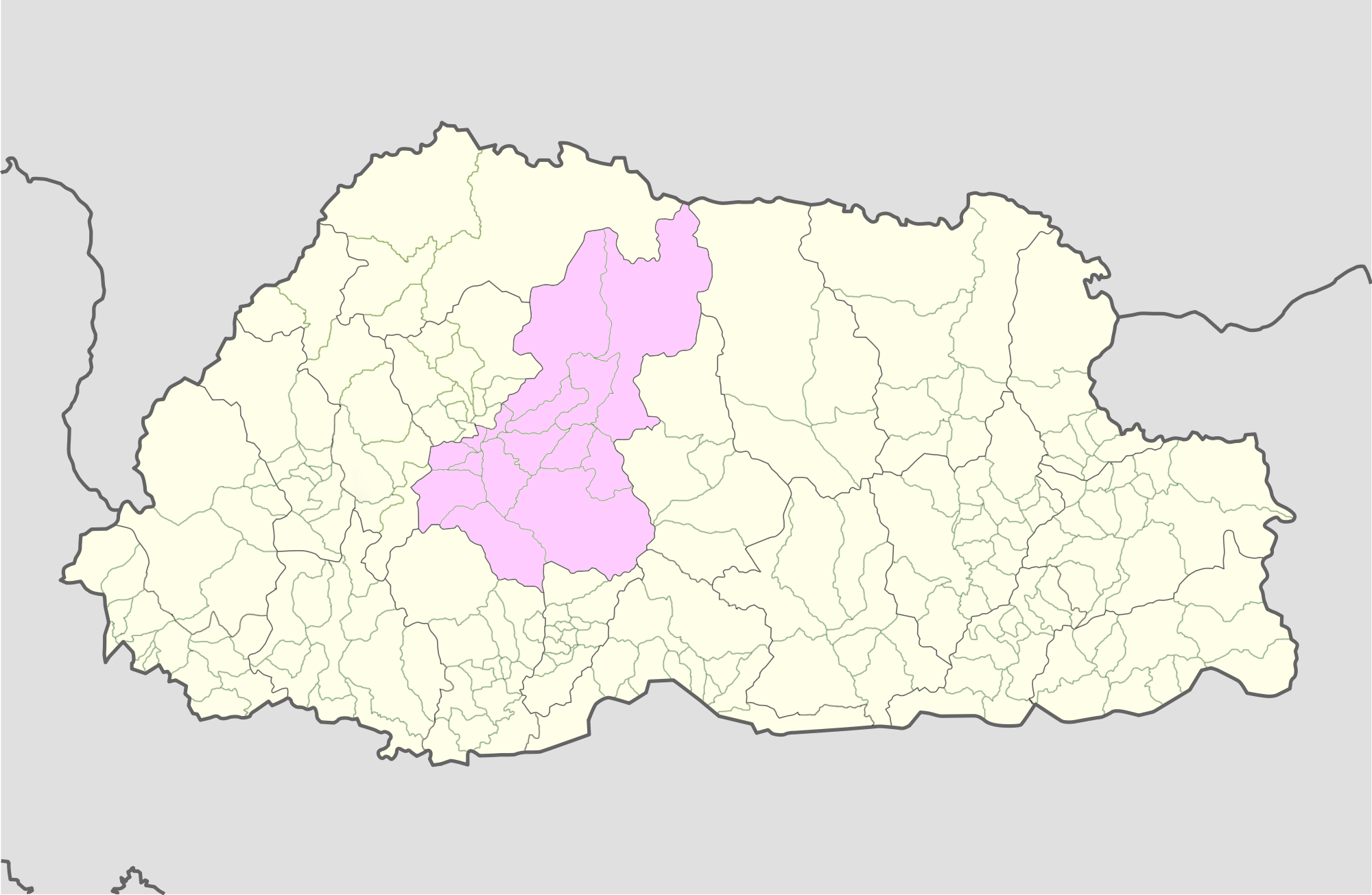
ワンデュ・ポダン県の位置

ワンデュ・ポダン県(ワンデュ・ポダンけん、ゾンカ語:དབང་འདུས་ཕོ་བྲང་རྫོང་ཁག་/ワイリー方式:Dbang-'dus Pho-brang rdzong-khag)は、ブータン中央部の県。
1638年に建てられたワンデュ・ポダン城が県の中心である。
城門の外にも同名の小さな市場が有る。
南からの侵入を防ぐ最高の土地を探していたガワン・ナムゲル(1594年～1651年)が名付けたと言われている。
ゾンカ語で「ワンデュ」は「国の統合」、「ポダン」は「宮殿」を意味する。
南にダガナ県とチラン県、東にトンサ県、西にティンプー県とプナカ県、北にガサ県とチベットと接する。
面積は3977km2、2013年の人口は3万6279人、人口密度は9.1人/km2である。

## ワンデュ・ポダン城

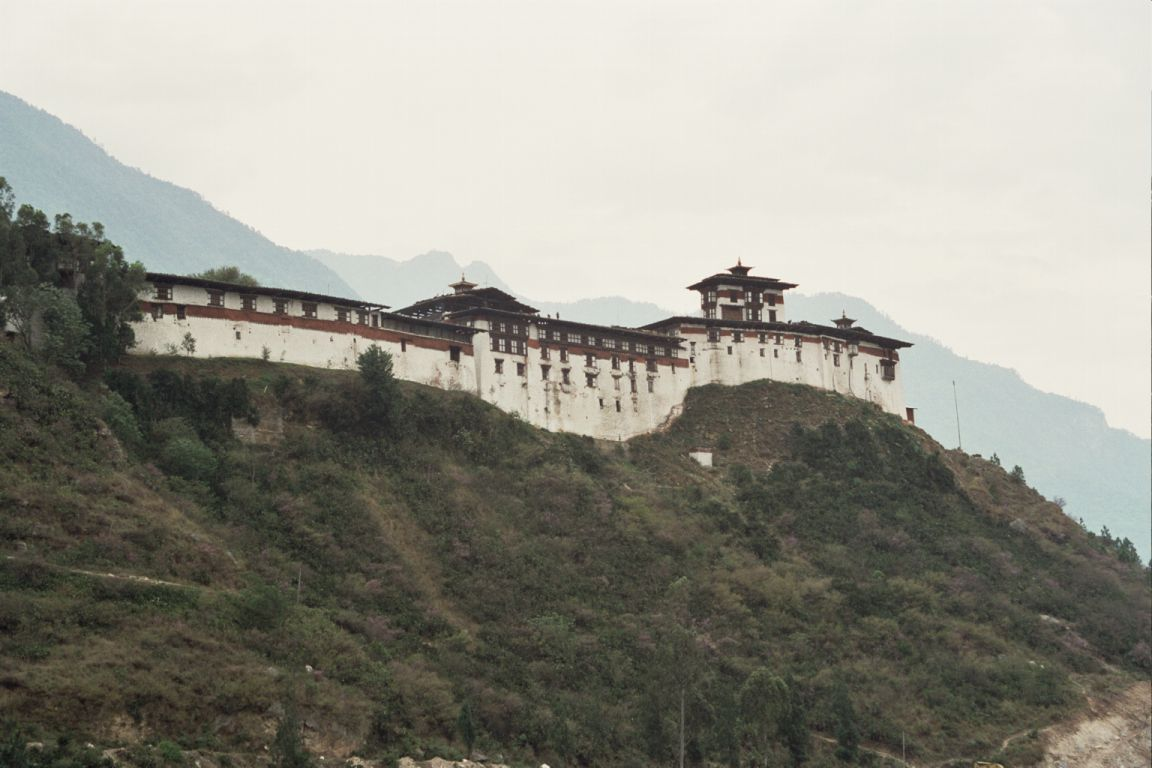
ワンデュ・ポダン城

ガワン・ナムゲルが1638年にワンデュ・ポダン城を建てた。
2012年6月に焼失したが、当時は修復中で中の物品を倉庫で保管していた為破壊から免れた。

## 言語

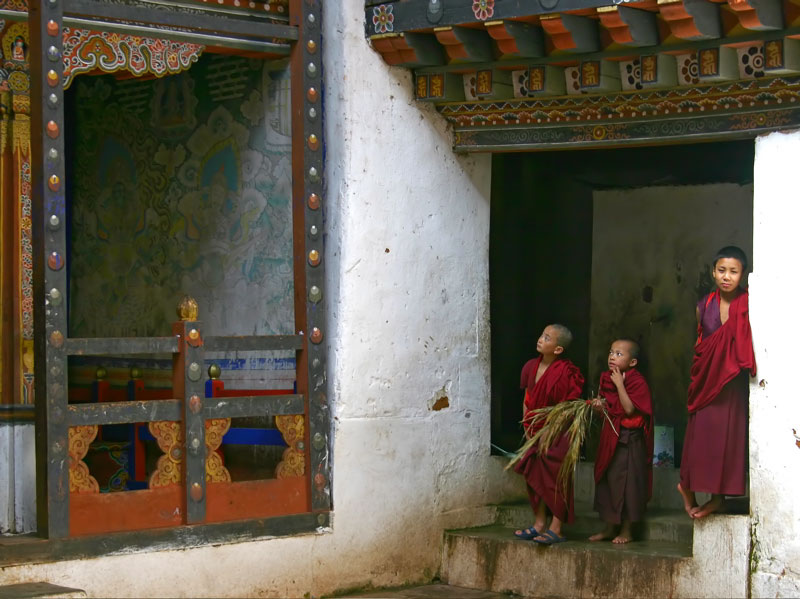
ワンデュ・ポダン城の初等僧

ワンデュ・ポダン県の主要言語は国語のゾンカ語で、西側の2/3で用いられる。
ブムタン県に接する北東部はラ語が用いられる。
中央部ではニェン語が話される。
南東部では僅かにオレ語が話される。

## 交通
ワンデュ・ポダン県には3本の舗装道路が通っている。
1本目の東西道路は西のドチュ峠から入り、サンコシュ川を横切り、東のトンサ県に抜ける。
2本目はワンデュ・ポダン県から北のプナカ県、ガサ県に向かう。
3本目はペレ峠で東西道路から分岐し、南のガンテン修道院とフォブジカ谷に達する。
この谷では貴重なオグロヅルが見られる。

## 行政区画
ワンデュ・ポダン県は15の村に分かれる。

- アサン村（英語版）
- ブジェナ村（英語版）
- ダガ村（英語版）
- ダンチュ村（英語版）
- ガンテ村（英語版）
- ガセツォ村（英語版）
- ガセツォ・オム村（英語版）
- カジ村（英語版）
- ナヒ村（英語版）
- ニイショ村（英語版）
- ファンギュエル村（英語版）
- フォブジ村（英語版）
- ルエピサ村（英語版）
- セフ村（英語版）
- セドゥショ村（英語版）

## 環境
ワンデュ・ポダン県の殆どは自然保護区である。
北半分(カジ村、ダンチュ村、セフ村)はワンチュク百年国立公園に属する。
北西部(カジ村)はジグメ・ドルジ国立公園に属する。
南東部(アサン村、フォブジ村)はジグメ・シンゲ・ワンチュク国立公園に属する。
これらは緑の回廊で繋がっている。

環境的に貴重で脆いフォブジカ谷は政府の保護を受けていないが、ブータン人による民間保護団体の王立自然保護学会(RSPN)が管理している。
RSPNは公共の福祉を目指す非営利組織(PBO)で、教育や持続可能な農業、エコツーリズム、生活の向上に注力している。